# Paul Durand-Ruel
(Paul Durand-Ruel)
Paul Durand-Ruel (Parigi, 31 ottobre 1831 – Parigi, 5 febbraio 1922) è stato un mercante d'arte francese.
Fu tra i più fervidi sostenitori dei pittori impressionisti come Claude Monet, Pierre-Auguste Renoir, Camille Pissarro, Henry Moret e Sisley. Aprì una galleria d'arte a Parigi (al numero 16 di rue Laffitte) e un'altra a Londra.

## Biografia
Il padre, Jean Durand, e la madre, Marie Ruel, possedevano a Parigi un negozio in cui venivano esposti disegni, tra cui quelli di Eugène Delacroix. Jean Durand si occupava della vendita. Il negozio diventò rapidamente un punto di incontro per artisti e collezionisti, trasformandosi poi in una vera e propria galleria d'arte. Fu il primo a credere nelle opere degli impressionisti (fino ad allora ridicolizzate e screditate dall'arte accademica).
Dall'ottobre 2014 al febbraio 2015, il Museo del Lussemburgo (Parigi) gli ha dedicato la grande mostra Paul Durand-Ruel. Le pari de l'impressionnisme.